# ZA-306
La ZA-306 es una carretera autonómica perteneciente a la Red Complementaria Local de carreteras de la Junta de Castilla y León.
El inicio de esta carretera está en el cruce donde confluyen esta carretera, ZA-330 y la ZA-320. La longitud de esta carretera es de 33,5 km. La carretera consta de una sola calzada, con un carril para cada sentido de circulación y tiene un ancho de plataforma de 7 metros. Su limitación de velocidad es de 90 km/h, al igual que el resto de carreteras autonómicas.

## Nomenclatura
Anteriormente, la ZA-306 formaba parte de la C-528, al igual que la ZA-330.

## Localidades de paso
- Las Enillas[4]
- La Tuda[5]
- Tamame[6]
- Figueruela de Sayago[7]
- Viñuela de Sayago[8]
- Alfaraz de Sayago[9]
- Moraleja de Sayago[10]

## Tramos

### Situación actual
| Tramo                                                                       | PK Inicio | PK Final | Longitud | Sección actual |
| --------------------------------------------------------------------------- | --------- | -------- | -------- | -------------- |
| Pueblica de Campeán (Cruce ZA-330 / ZA-320 ) - L.P. de Salamanca ( SA-306 ) | 0,000     | 33,500   | 33,500   | 7/10           |

### Actuaciones previstas en el Plan Regional Sectorial de Carreteras 2008-2020 de la Junta de Castilla y León[1]
| Tramo                                                                       | PK Inicio | PK Final | Longitud | Actuación | Sección final | Valoración Mill. € | Sección inicial | Estado de la Actuación |
| --------------------------------------------------------------------------- | --------- | -------- | -------- | --------- | ------------- | ------------------ | --------------- | ---------------------- |
| Pueblica de Campeán (Cruce ZA-330 / ZA-320 ) - L.P. de Salamanca ( SA-306 ) | 0,000     | 33,500   | 33,500   | Refuerzo  | 7/10          | 3,35               | 7/10            | En estudio informativo |

## Trazado
La ZA-306 comienza en el cruce que forma con la ZA-330 y la ZA-320. Desde este, se dirige hacia el suroeste pasando por las cercanías de la localidad de Las Enillas. Tres kilómetros más adelante, aparece el cruce con la carretera que enlaza con Pereruela, unos metros antes de llegar a la población de La Tuda. Tras 6 km de paisajes llanos, con algunos valles, la ZA-306 pasa por las proximidades de Tamame y, 4 km después, llega al cruce con la carretera ZA-302, el cual delimita el primer tramo de esta carretera. La ZA-302 enlaza con Bermillo de Sayago, con Fresno de Sayago, con Peñausende y con El Cubo de la Tierra del Vino. 
El segundo tramo comienza en este mismo cruce, a partir del cual, la carretera se convierte en una sucesión de largas rectas que finalizan en curvas suaves, atravesando las localidades de Viñuela de Sayago, Alfaraz de Sayago y Moraleja de Sayago. A 1 kilómetro de Moraleja de Sayago, la ZA-306 alcanza el límite provincial entre Zamora y Salamanca, convirtiéndose la carretera en la SA-306, la cual continua hasta alcanzar el cruce con la SA-311, la cual permite llegar a Ledesma.

## Cruces

### TramoZA-330- CruceZA-302
| ZA-330 - Cruce ZA-302 | ZA-330 - Cruce ZA-302 | ZA-330 - Cruce ZA-302                 | ZA-330 - Cruce ZA-302                 | ZA-330 - Cruce ZA-302                                                                | ZA-330 - Cruce ZA-302                                              | ZA-330 - Cruce ZA-302        | ZA-330 - Cruce ZA-302        | ZA-330 - Cruce ZA-302 |
| Esquema               | PK                    | Sentido L.P. de Salamanca (creciente) | Sentido L.P. de Salamanca (creciente) | Sentido L.P. de Salamanca (creciente)                                                | Sentido ZA-330 (decreciente)                                       | Sentido ZA-330 (decreciente) | Sentido ZA-330 (decreciente) | Notas                 |
| Esquema               | PK                    | Velocidad                             | Elemento                              | Salida                                                                               | Salida                                                             | Elemento                     | Velocidad                    | Notas                 |
| --------------------- | --------------------- | ------------------------------------- | ------------------------------------- | ------------------------------------------------------------------------------------ | ------------------------------------------------------------------ | ---------------------------- | ---------------------------- | --------------------- |
|                       | 0,000                 |                                       |                                       | Comienzo de la ZA-306                                                                | Fin de la ZA-306 Continúa por: ZA-330 Pueblica de Campeán - Zamora |                              |                              |                       |
|                       | 0,050                 |                                       |                                       | ZA-320 Sobradillo - Almeida                                                          | ZA-320 Sobradillo - Almeida                                        |                              |                              |                       |
|                       | 1,200                 |                                       |                                       | Las Enillas                                                                          | Las Enillas                                                        |                              |                              |                       |
|                       | 3,900                 |                                       |                                       | Pereruela                                                                            | Pereruela                                                          |                              |                              |                       |
|                       | 4,100                 |                                       |                                       | LA TUDA                                                                              | LA TUDA                                                            |                              |                              |                       |
|                       | 4,500                 |                                       |                                       | LA TUDA                                                                              | LA TUDA                                                            |                              |                              |                       |
|                       | 10,700                |                                       |                                       | Tamame                                                                               | Tamame                                                             |                              |                              |                       |
|                       | 15,000                |                                       |                                       | ZA-302 Fresno de Sayago - Bermillo de Sayago Peñausende - El Cubo de Tierra del Vino | ZA-306 La Tuda - Zamora                                            |                              |                              |                       |

### Tramo CruceZA-302- L.P. de Salamanca
| Cruce ZA-302 - L.P. de Salamanca | Cruce ZA-302 - L.P. de Salamanca | Cruce ZA-302 - L.P. de Salamanca      | Cruce ZA-302 - L.P. de Salamanca      | Cruce ZA-302 - L.P. de Salamanca              | Cruce ZA-302 - L.P. de Salamanca                                                     | Cruce ZA-302 - L.P. de Salamanca | Cruce ZA-302 - L.P. de Salamanca | Cruce ZA-302 - L.P. de Salamanca |
| Esquema                          | PK                               | Sentido L.P. de Salamanca (creciente) | Sentido L.P. de Salamanca (creciente) | Sentido L.P. de Salamanca (creciente)         | Sentido ZA-330 (decreciente)                                                         | Sentido ZA-330 (decreciente)     | Sentido ZA-330 (decreciente)     | Notas                            |
| Esquema                          | PK                               | Velocidad                             | Elemento                              | Salida                                        | Salida                                                                               | Elemento                         | Velocidad                        | Notas                            |
| -------------------------------- | -------------------------------- | ------------------------------------- | ------------------------------------- | --------------------------------------------- | ------------------------------------------------------------------------------------ | -------------------------------- | -------------------------------- | -------------------------------- |
|                                  | 15,100                           |                                       |                                       | ZA-306 Figueruela de Sayago - Ledesma         | ZA-302 Peñausende - El Cubo de Tierra del Vino Fresno de Sayago - Bermillo de Sayago |                                  |                                  |                                  |
|                                  | 16,900                           |                                       |                                       | FIGUERUELA DE SAYAGO                          | FIGUERUELA DE SAYAGO                                                                 |                                  |                                  |                                  |
|                                  | 17,300                           |                                       |                                       | FIGUERUELA DE SAYAGO                          | FIGUERUELA DE SAYAGO                                                                 |                                  |                                  |                                  |
|                                  | 21,800                           |                                       |                                       | VIÑUELA DE SAYAGO                             | VIÑUELA DE SAYAGO                                                                    |                                  |                                  |                                  |
|                                  | 22,100                           |                                       |                                       | ZA-P-2219 Escuadro - Almeida Santiz           | ZA-P-2219 Escuadro - Almeida Santiz                                                  |                                  |                                  |                                  |
|                                  | 22,300                           |                                       |                                       | VIÑUELA DE SAYAGO                             | VIÑUELA DE SAYAGO                                                                    |                                  |                                  |                                  |
|                                  | 24,400                           |                                       |                                       | ALFARAZ DE SAYAGO                             | ALFARAZ DE SAYAGO                                                                    |                                  |                                  |                                  |
|                                  | 24,500                           |                                       |                                       | Centro urbano                                 | Centro urbano                                                                        |                                  |                                  |                                  |
|                                  | 25,100                           |                                       |                                       | ALFARAZ DE SAYAGO                             | ALFARAZ DE SAYAGO                                                                    |                                  |                                  |                                  |
|                                  | 25,500                           |                                       |                                       | Alfaraz de Sayago                             | Alfaraz de Sayago                                                                    |                                  |                                  |                                  |
|                                  | 31,300                           |                                       |                                       | MORALEJA DE SAYAGO                            | MORALEJA DE SAYAGO                                                                   |                                  |                                  |                                  |
|                                  | 32,400                           |                                       |                                       | MORALEJA DE SAYAGO                            | MORALEJA DE SAYAGO                                                                   |                                  |                                  |                                  |
|                                  | 33,500                           |                                       |                                       | Provincia de Salamanca                        | Provincia de Zamora                                                                  |                                  |                                  |                                  |
|                                  | 33,550                           |                                       |                                       | Fin de la ZA-306 Continúa por: SA-306 Ledesma | Comienzo de la ZA-306                                                                |                                  |                                  |                                  |